# Capitale Libertador
Pour les articles homonymes, voir Libertador.
Capitale Libertador est l'une des quatre divisions territoriales et statistiques de la municipalité de Libertador dans l'État de Monagas au Venezuela. À des fins statistiques, l'Institut national de la statistique du Venezuela a créé le terme de « parroquia capital », ici traduit par le terme « capitale » qui correspond au territoire où se trouve le chef-lieu de la municipalité afin de couvrir ce vide spatial, qui, selon la loi sur la division politique territoriale publiée dans le Journal officiel de l'État « n'attribue pas de hiérarchie politique territoriale, ni de description de ses limites respectives ». Ce territoire s'articule autour de Temblador, chef-lieu de la municipalité.

## Géographie

### Démographie
Hormis Temblador, ville autour de laquelle s'articule la division territoriale et statistique, cette dernière possède plusieurs localités :
- El Pelón
- Mantecal
- Mata Negra
- Mata de Venado
- Temblador
  - El Zamuro
  - Las Brisas